# 50 United Nations Plaza
50 United Nations Plaza ist ein Wolkenkratzer in Manhattan in New York City. Das Wohnhochhaus beherbergt 88 luxuriöse Eigentumswohnungen.

## Beschreibung
Das Wohngebäude befindet sich in Midtown Manhattan im Stadtteil Turtle Bay an der First Avenue zwischen der East 46th und 47th Street nah am East River. Es steht direkt gegenüber dem UNO-Hauptquartier. Nördlich grenzt der Turm an den Dag Hammarskjöld Plaza mit der Parkanlage „Katharine Hepburn Garden“.
50 United Nations Plaza wurde vom Architekturbüro Foster + Partners entworfen und von 2012 bis 2015 erbaut. Es ist das erste von Foster projektierte Wohngebäude in New York City. Erste Gebäudeplanungen fanden bereits 2007 statt. Auftraggeber war die Immobilienfirma Zeckendorf Development. Der Wohnturm hat 44 Stockwerke und ist 167 Meter (548 Fuß) hoch. Er besitzt eine Glasfassade mit je drei raumhoch verglasten und miteinander verbundenen Erkern an der Ost- und Westseite, die die Höhe des Turms betonen. 50 United Nations Plaza verfügt über 88 Eigentumswohnungen, darunter acht Penthouses. Das Gebäude ist von einer kleinen Parkanlage umgeben. Der Haupteingang befindet sich an der Westseite in der 46th Street. Das Wohngebäude bietet seinen Bewohnern unter anderem im Untergeschoss ein Spa mit Fitnesscenter und einen 23 Meter langen Pool sowie im zweistöckigen Penthouse für den Inhaber ein Infinitypool im Freien.